# Nacionalni park Nečisar
Nečisar je Nacionalni park u Regiji Južnih naroda, narodnosti i etničkih grupa u Etiopiji,  pored grada Arba Minč udaljen oko 500 km južno od glavnog grada Adis Abebe. 

## Zemljopisne osobine
Park se najvećim dijelom prostire duž prevlake između dvaju jezera; jezero Abaja (čije su vode crvenkaste) i jezero Čamo (njegove vode su azurno plave) i visoravni Nečisara (to na amharskom znači bijela trava) koja se nalazi istočno od prevlake. Visoravan Nečisar na kojem se nalazi najveći dio parka, prostire se duž istočnih obala jezera Abaje i manjim dijelom i uz obale jezera Čama, nju presijeca rijeka Kulfo. Tako da je ukupna površina parka 514 km².
Najniži dijelovi parka su na nadmorska visini od 1108 m (razina jezera Čama) a najviši dosežu do 1650 m (planina Kalija na jugu parka).

## Flora i fauna parka
Najveći dio parka je gol pokriven savanom, postoje dijelovi parka sa šumama; oni se prostiru uz rijeke, obale jezera i na višim dijelovima planina. To su najvećma šume sikomora (Ficus sycamorus), visine do 30 m.
Među biljožderima u parku najviše ima stada Stepskih zebri, Grantovih gazela, dikdik antilopa, i posebne rijetke endemske vrste antilopa svajna (Alcephalus buselaphus) to je posljednje stado u Etiopiji. Od većih sisavaca mesoždera, u parku žive lavovi, donedavno je bilo čopora Afričkih divljih pasa (Lycaon pictus) ali su izgleda istrijebljeni i izumrli. Obalu jezera Čama zovu krokodilska tržnica, zbog velikog broja krokodila, uz jezero Čamo ima puno nilskih konja.
Park je stanište preko 200 vrsta ptica.

## Povijest parka
Nacionalni park Nečisar počeo se formirati od 1967., a službeno je utemeljen 1974. i bio je pod državnom upravom do 2005. od 2008. je pod upravom kompanije African Parks  Arhivirana inačica izvorne stranice od 2. prosinca 2010. (Wayback Machine).

## Vanjske poveznice
- Birdlife international  Arhivirana inačica izvorne stranice od 3. siječnja 2009. (Wayback Machine)(engl.)
- UNEP  Arhivirana inačica izvorne stranice od 30. rujna 2007. (Wayback Machine)(engl.)
- UNEP[neaktivna poveznica](engl.)
- Priče s posjeta parku(engl.)

### Fotografije iz parka
- Fotografije savane
- Fotografije prijelaza rijeke  Arhivirana inačica izvorne stranice od 9. svibnja 2008. (Wayback Machine)
- Fotografije životinja u parku